# La bola de hilo más grande del mundo

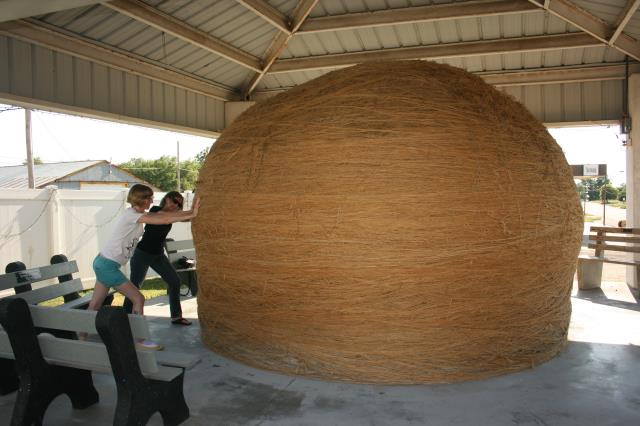
El ovillo de hilo enrollado por la comunidad más grande, ubicado en Cawker City, Kansas (2013)

Hay múltiples afirmaciones sobre el récord de bola de hilo más grande del mundo en los Estados Unidos. A partir de 2014, el ovillo de hilo con la mayor circunferencia se encuentra en Cawker City, Kansas, y mide 8,06 pies (2,5 m) de diámetro y 10,83 pies (3,3 m) de altura.

## La bola más grande de hilo de sisal construida por una comunidad
En Cawker City, Kansas, Frank Stoeber creó una bola que tenía 490 000 m (1,6 millones de pies) de hilo y 3,4 metros (11,2 pies) cuando murió en 1974. Cawker City construyó una glorieta al aire libre sobre la bola de Stoeber donde cada agosto se lleva a cabo un "Twine-a-thon" y se agrega más cuerda a la pelota. Para 2006, la bola de hilo había alcanzado las 8.111 kg (17.886 libras, 8,9 toneladas estadounidenses), una circunferencia de 12,2 metros (40 pies), y una longitud de 7 801 766 pies (2378 km) . En 2013, su peso se estimó en 9.059 kilos. En agosto de 2014, la pelota mide 12,62 metros (41 pies) de circunferencia, 2,5 metros (8 pies) de diámetro y 3,3 metros (11 pies) de altura, y sigue creciendo.

## La bola más grande de hilo de sisal construida por una sola persona

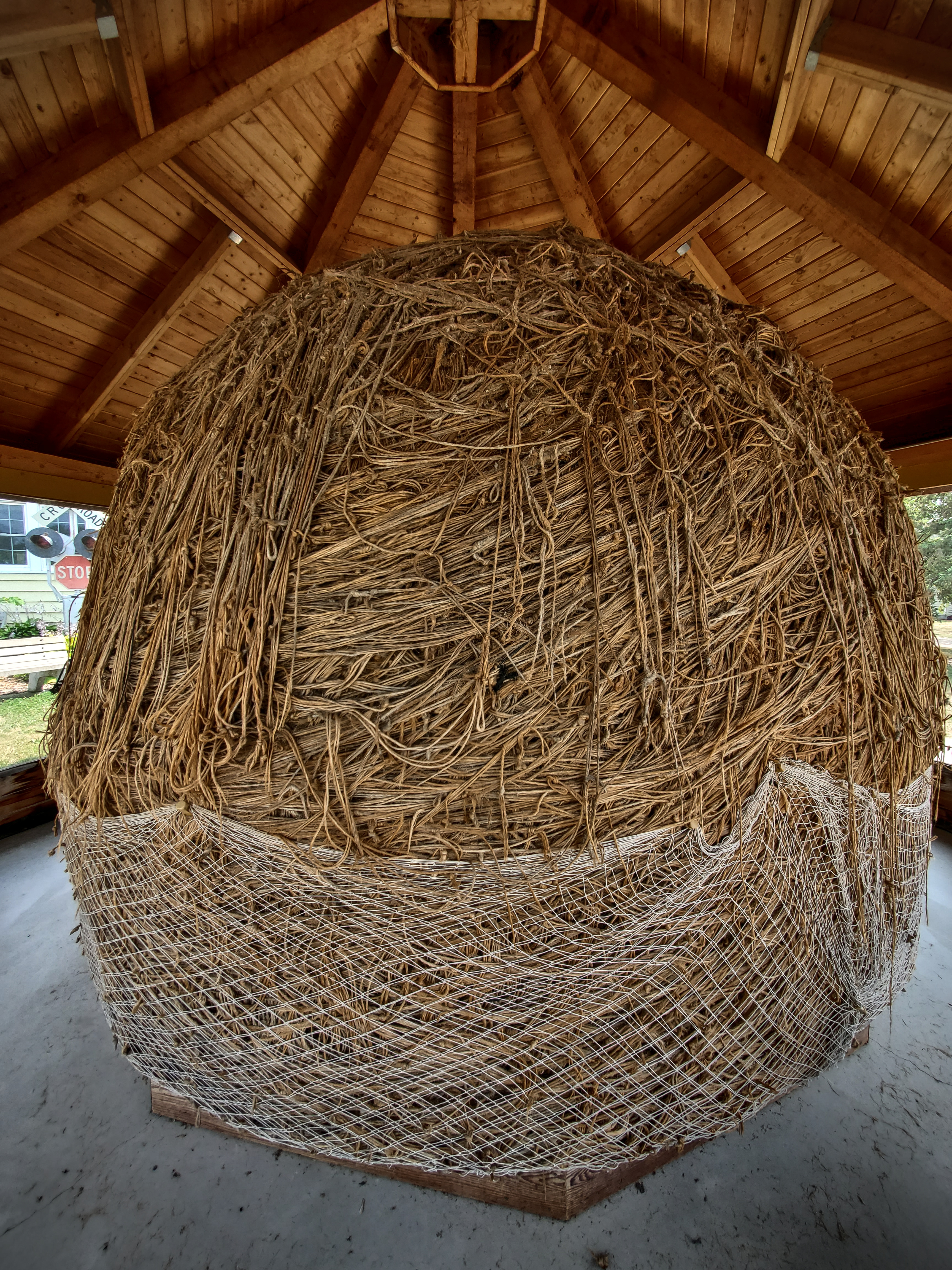
Bola de hilo en Darwin, Minnesota (2021)

En Darwin (Minnesota), se encuentra un ovillo de hilo enrollado por Francis A. Johnson. Mide 3,7 metros (12 pies) de diámetro y pesa 7,9 kilogramos (17 lb) . Johnson comenzó a enrollar el hilo en marzo de 1950 y trabajó enrollándolo cuatro horas todos los días durante 29 años. Actualmente se encuentra en una glorieta cerrada frente al parque de la ciudad en Main Street en (45°05′47″N 94°24′37″O / 45.096332, -94.410276 ) para evitar que el público lo toque. La ciudad celebra el "Día de Twine Ball" el segundo sábado de agosto de cada año. Un museo libre de cargo y una tienda de regalos adyacentes, administrados por voluntarios, tienen información sobre la historia de la bola, además de vender una variedad de recuerdos. Fue el poseedor durante mucho tiempo del título de "bola de hilo más grande" en el Libro Guinness de los récords mundiales, ostentando el título desde su finalización en 1979 hasta 1994, y fue mencionado por "Weird Al" Yankovic en su canción de 1989 "The Biggest Ball of Twine".

## Bola de hilo más pesada

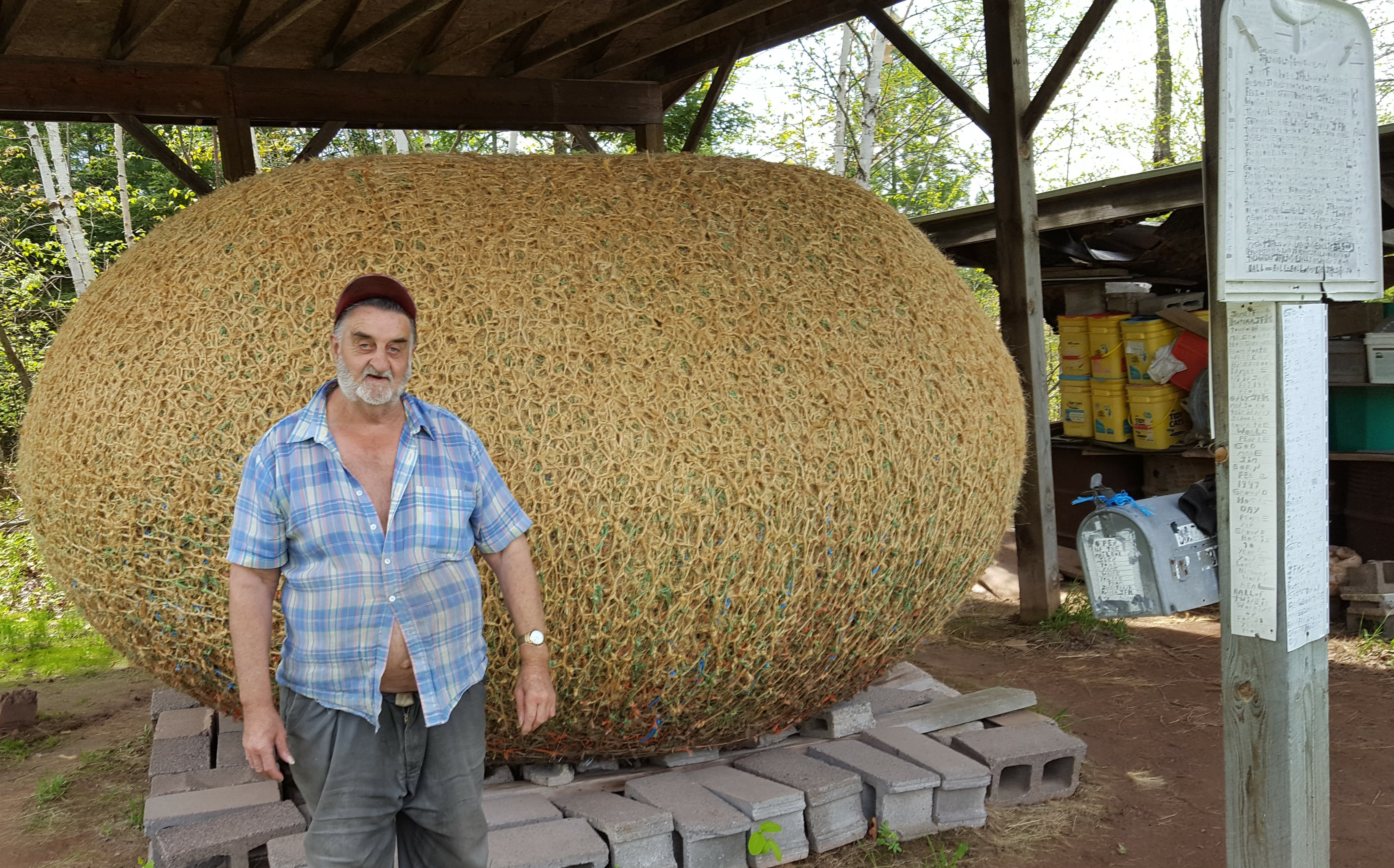
Bola de hilo en el lago Nebagamon, Wisconsin (2017) con el creador James Frank Kotera

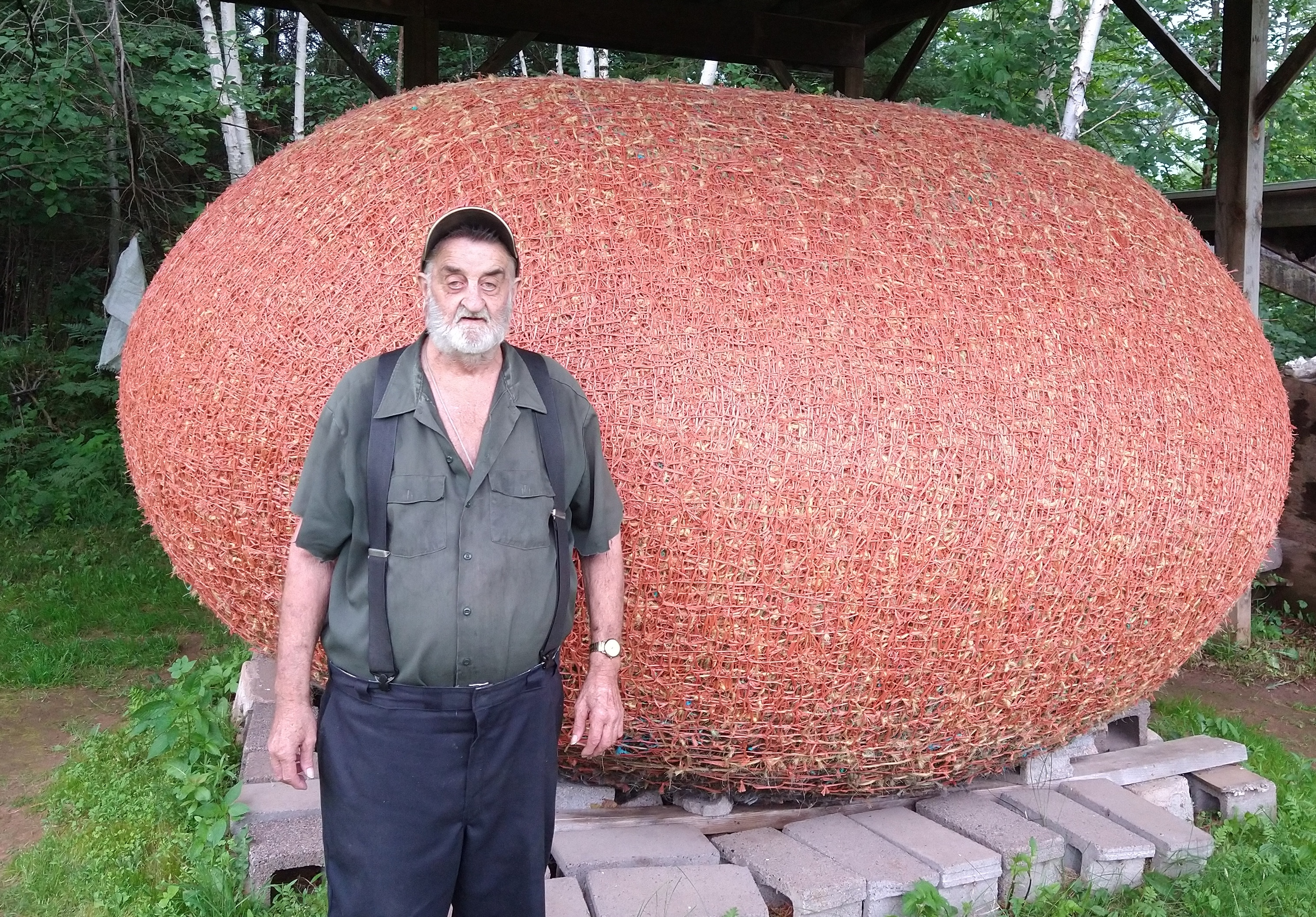
Bola de hilo en el lago Nebagamon, Wisconsin a partir de julio de 2022.

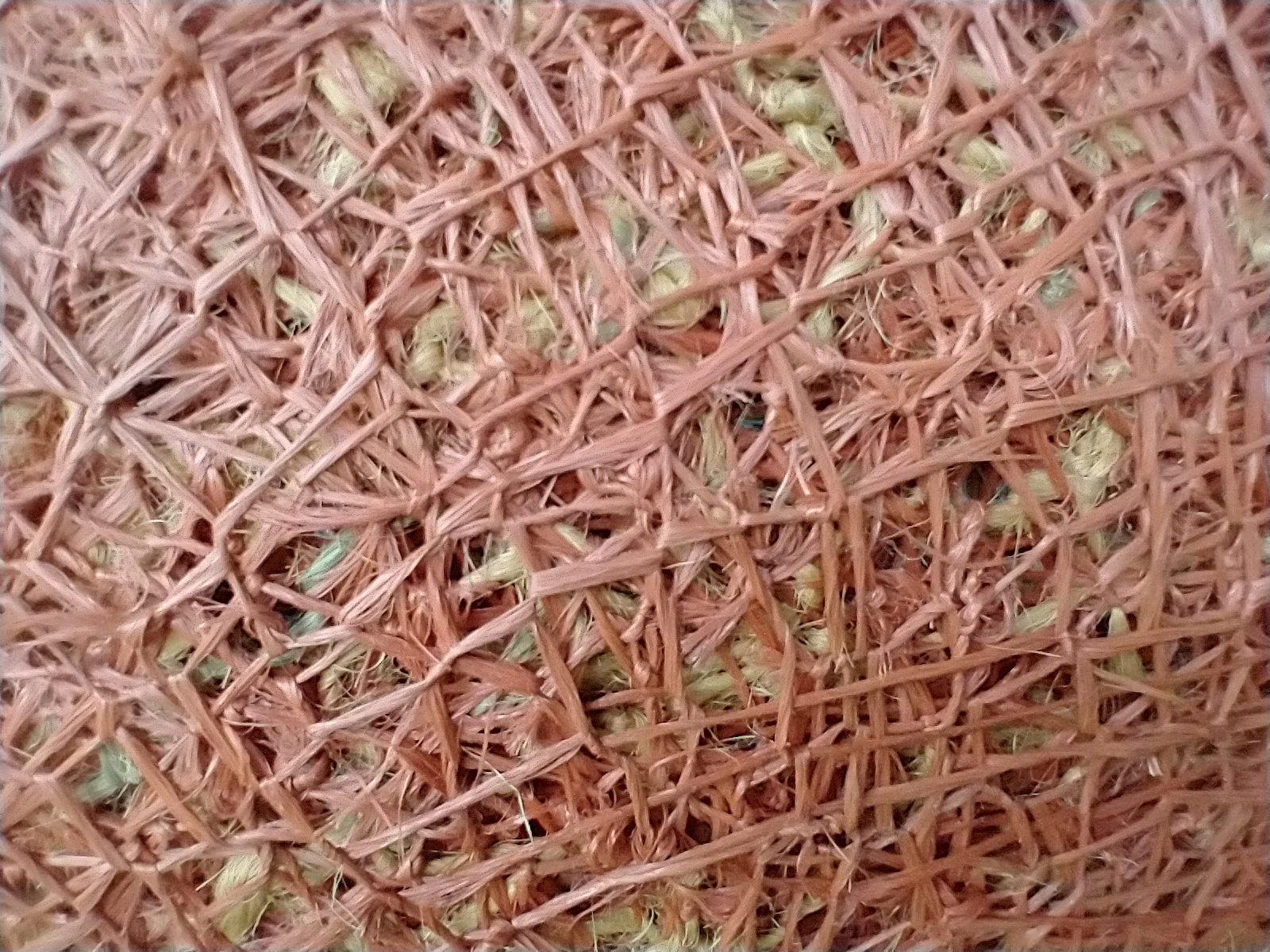
Primer plano de la bola de hilo del lago Nebagamon, Wisconsin en 2022

En el lago Nebagamon, Wisconsin, James Frank Kotera afirma haber fabricado el ovillo de hilo más pesado jamás construido. Lo empezó en 1979 y sigue funcionando. Kotera estima, midiendo el peso de cada bolsa de hilo que enrolla, que la pelota pesa 10.931 kg (24.100 libras), lo que lo convierte en el ovillo de hilo más pesado jamás construido. La pelota se encuentra en un recinto al aire libre en el césped de Kotera. La pelota tiene un compañero más pequeño, "Junior", que está hecho de cuerda.

## Bola dehilodenailonmás grande
En Branson, Missouri, un ovillo de hilo de nailon construido por JC Payne de Valley View, Texas, está en exhibición en el museo Ripley's Believe It or Not . La pelota, que mide 12,6 m (41,5 pies) de circunferencia, fue certificada como la bola de hilo más grande del mundo por el Libro Guinness de los récords mundiales en 1993. Sin embargo, es el más liviano de los cuatro contendientes, con un peso de 5444 kg.